# ルイス・コンテ
ルイス・コンテ（Luis Conte、1954年11月16日 - ）は、キューバ出身のパーカッショニスト。ソロ活動の他、セッション・ミュージシャンとして数多のミュージシャンと共演している。楽器メーカーのマイネル社やジルジャン社からシグニチャー楽器を出している。

## 略歴

### 初期
キューバにおける子供時代から、コンテは音楽の旅を始め、ギターを弾き始めた。しかし、すぐにパーカッションに切り替え、それ以来、彼の主要な楽器であり続けた。
彼はキューバ軍での兵役を余儀なくされるのを防ぐために、1967年に両親からロサンゼルスへと送り出された。その頃、ロサンゼルスの音楽コミュニティは非常に活気に満ちていたため、これがコンテの人生における転機となった。ロサンゼルス・シティー・カレッジで学んだのはこの時期のことであった。

### 音楽の経歴
コンテは音楽的に多才であり、1973年までに地元のクラブで定期的に演奏するようになっていた。彼はすぐに多忙なスタジオ・ミュージシャンとなり、1970年代を通じてラテンジャズ・バンドのカルデラ（Caldera）で演奏した。
1980年代、コンテは、マドンナ、ギタリストのアル・ディ・メオラ、アンディ・ナレルなど、さまざまなミュージシャンとツアーを行った。彼がバンド・リーダーとしてデビューしたのは1987年、ショパンの「Susarasa」のラテン語版が含まれたアルバム『ラ・コシナ・カリエンテ』をリリースしたときであった。コンテはまた、1995年にパット・メセニー・グループがリリースした『ウィ・リヴ・ヒア』、2020年にパット・メセニーがリリースする『フロム・ディス・プレイス』でパーカッションを演奏している。アイ・マザー・アースの最初の2枚のアルバム『ディッグ』（1994年）と『Scenery and Fish』（1996年）でも同様である。
コンテはジェームス・テイラーの「Band of Legends」の一員としてツアーを行った。また、バンド・リーダーやサイドマンとして、アレックス・アクーニャ、ジャガーレス（Jaguares）、ラリー・クリマス、デヴィッド・ガーフィールドなどの著名なミュージシャンと一緒に演奏した。
ルイス・コンテは、1997年のフィル・コリンズによる『ダンス・イントゥ・ザ・ライト』ツアーと、2004年の「ファースト・フェアウェル・ツアー」に参加し、アフロ・キューバンのパーカッションを演奏してコンサートでの歌に深みを加えた。また、1996年と1998年にはフィル・コリンズ・ビッグ・バンド・ツアーで演奏しており、後に「フィル・コリンズ・ノット・デッド・イエット・ツアー2017/2018」でも演奏することとなった。
1999年、コンテは、マナーのMTVアンプラグド・プロジェクトに協力した。
2009年、セルヒオ・バジンのアルバム『Bendito Entre Las Mujeres』で一緒に演奏した。

## 受賞歴
- "Percussionist of the Year" - Modern Drummer Reader's Poll (2009年、2010年)[1]
- "Percussionist of the Year" - Drum Magazine (2007年、2008年、2009年)[1]
- "Studio Percussionist of the Year" - Drum Magazine (2007年、2008年、2009年)[1]

## ディスコグラフィ

### アルバム
- 『ラ・コシナ・カリエンテ』 - La cocina caliente (1987年、Denon)
- 『ブラック・フォレスト』 - Black Forest (1989年、Denon)
- 『ザ・ロード』 - The Road (1995年、Weber Works)
- Cuban Dreams (2000年、Unitone Recordings)
- Marímbula (2007年)
- En casa de Luis (2011年、BFM Jazz)